# Ganimedovo magnetsko polje
Jupiterov najveći prirodni satelit Ganimed posjeduje slabašno magnetsko polje. Ono se vjerojatno generira na način sličan Zemljinom magnetskom polju - kao rezultat konvekcije vodljivog materijala u unutrašnjosti tekuće željezne jezgre. Postoji snažno međudjelovanje između Jupiterovog i Ganimedovog magnetskog polja.

## Karakteristike

### Trajno dipolno magnetsko polje
Svemirska letjelica Galileo je napravila šest bliskih preleta pored Ganimeda od 1995. do 2000. i otkrila da Ganimed ima trajni magnetski moment neovisan od Jupiterovog magnetskog polja. Vrijednost momenta je oko 1.3 x 1013 T·m3,  što je tri puta veće od magnetskog momenta Merkurovog magnetskog polja. Magnetski dipol nagnut je u odnosu na rotacijsku os Ganimeda za 176°, što znači da je usmjeren protiv Jupiterovog magnetskog momenta. Njegov sjeverni pol leži ispod orbitalne ravnine. Dipolno magnetsko polje stvoreno ovim trajnim momentom ima snagu od 719 ± 2 nT na Ganimedovu ekvatoru, što bi trebalo usporediti s Jupiterovim magnetskim poljem na udaljenosti od Ganimeda - oko 120 nT.  Ganimedovo ekvatorijalno polje usmjereno je protiv Jupiterovog polja, što znači da je moguće ponovno spajanje. Stvarna jakost polja na polovima dva je puta veća nego na ekvatoru: 1440 nT.
Trajni magnetski moment zauzima dio prostora oko Ganimeda, stvarajući sićušnu magnetosferu ugrađenu u Jupiterovu magnetosferu; to je jedini mjesec Sunčevog sustava za kojeg se zna da ima to svojstvo.  Promjer magnetosfere je 4–5 Ganimedova polumjera. Ganimedova magnetosfera ima područje zatvorenih silnica smještenih ispod zemljopisne širine od 30°, gdje su nabijene čestice (elektroni i ioni) zarobljene, stvarajući svojevrsni pojas zračenja. Glavna vrsta iona u magnetosferi je jedno-ionizirani kisik (O+) - koji se dobro uklapa u Ganimedovu gustu kisikovu atmosferu. U polarnim regijama, na širinama većim od 30°, silnice magnetskog polja su otvorene, povezujući Ganimed s Jupiterovom ionosferom. U tim su područjima detektirani energetski elektroni i ioni što može uzrokovati aurore uočene oko ganimedijanskih polova. Osim toga, teški ioni neprekidno se talože na Ganimedovoj polarnoj površini, raspršujući i potamnjujući led.
Međusobno djelovanje ganimedijanske magnetosfere i jovijanske plazme u mnogočemu je slično interakciji sunčevog vjetra i Zemljine magnetosfere. Plazma koja se okreće zajedno s Jupiterom ulazi u zadnju stranu ganimedijanske magnetosfere slično kao što sunčev vjetar pada na Zemljinu magnetosferu. Glavna razlika je brzina protoka plazme - nadzvučna u slučaju Zemlje, a podzvučna u slučaju Ganimeda. Zbog podzvučnog toka ne dolazi do stvaranja udarnog fronta.

### Inducirano dipolno magnetsko polje
Pored trajnog (intrinzičnog) magnetskog momenta, Ganimed ima inducirano dipolno magnetsko polje. Njegovo postojanje povezano je s varijacijom Jupiterovog magnetskog polja u blizini Ganimeda. Indicirani moment usmjeren je radijalno prema Jupiteru ili od njega slijedeći smjer različitog dijela planetarnog magnetskog polja. Inducirani magnetski trenutak je red veličine slabiji od trajnog. Snaga induciranog polja na magnetskom ekvatoru je oko 60 nT - što je polovina snage ambijentalnog Jupiterovog polja. Inducirano Ganimedovo magnetsko polje slično je onome na Kalistu i Europi, što ukazuje da Ganimed također ima podzemni vodeni ocean visoke električne provodljivosti.